# 北舟岡站
北舟岡站（日语：／ Kita-Funaoka eki */?）是屬於北海道旅客鐵道室蘭本線的鐵路車站，位於伊達市，車站編號為H37。本站現時為無人站。站名以所在地舟岡町而命名，但車站位置卻位處整個町的最南端，站內的跨線天橋成為舟岡町和隔鄰的萩原町的分界。作為伊達市市區延伸的盡頭，現時主要客源為車站附近的舟岡町民居，以及離岸的弄月町部份民居為主。下行列車離開車站後，隨即進入人湮稀少的伊達市郊區部份。
車站中使用的「北」字並非是指車站在社區內的所屬位置，而是與同線內的北吉原站的情況相同，「舟岡」源於以往仙台藩船岡領（即現時宮城縣柴田郡柴田町附近）柴田家中的所有人於1870年移植至此，並把名稱稱為「舟岡」，以延續故鄉「船岡」之名。
本站最初只作為列車交換的信號場，1986年昇格為臨時停車站。翌年隨國鐵分割民營化之際正式昇格為客運車站。

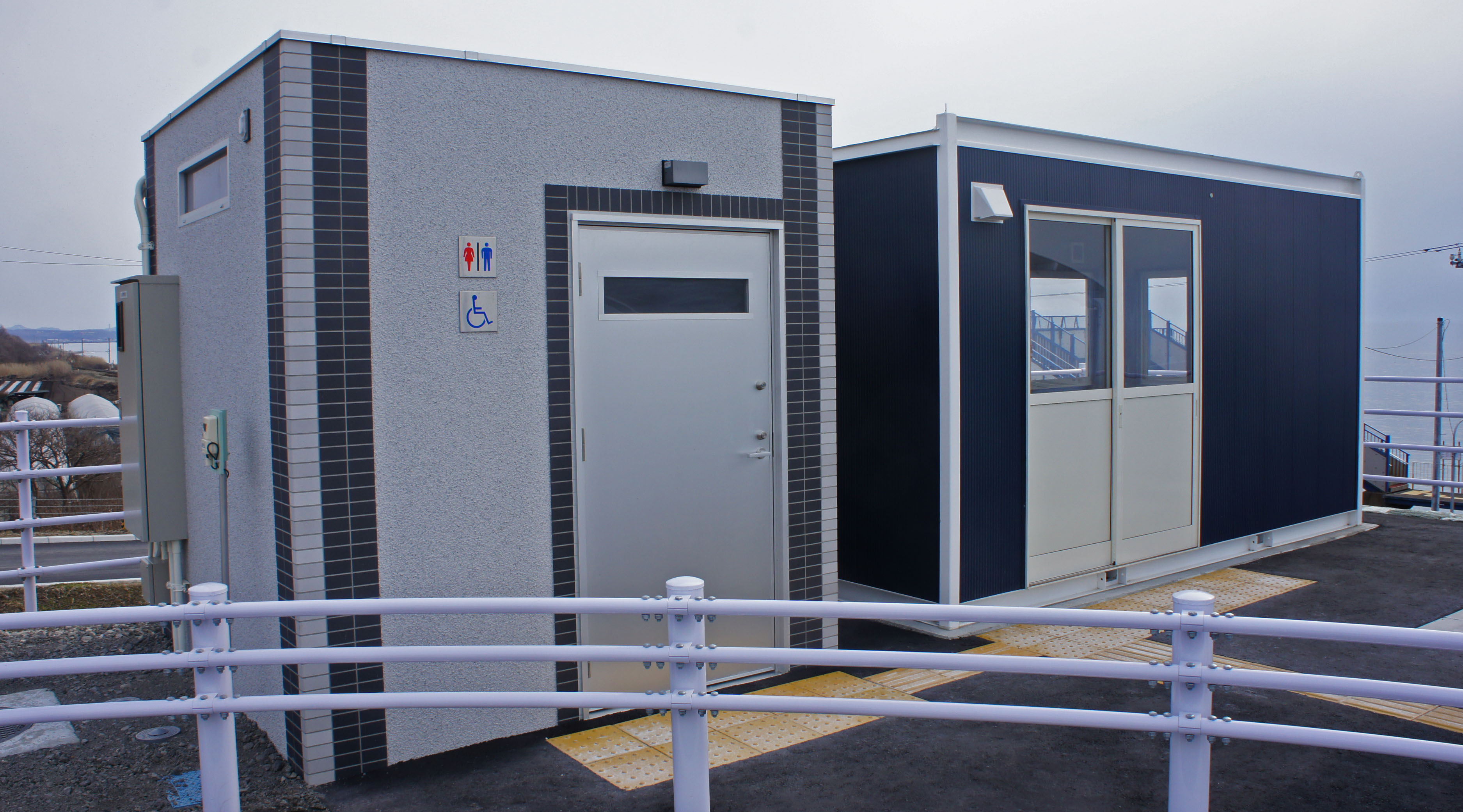
候車室與廁所(2019年4月)

## 月台配置

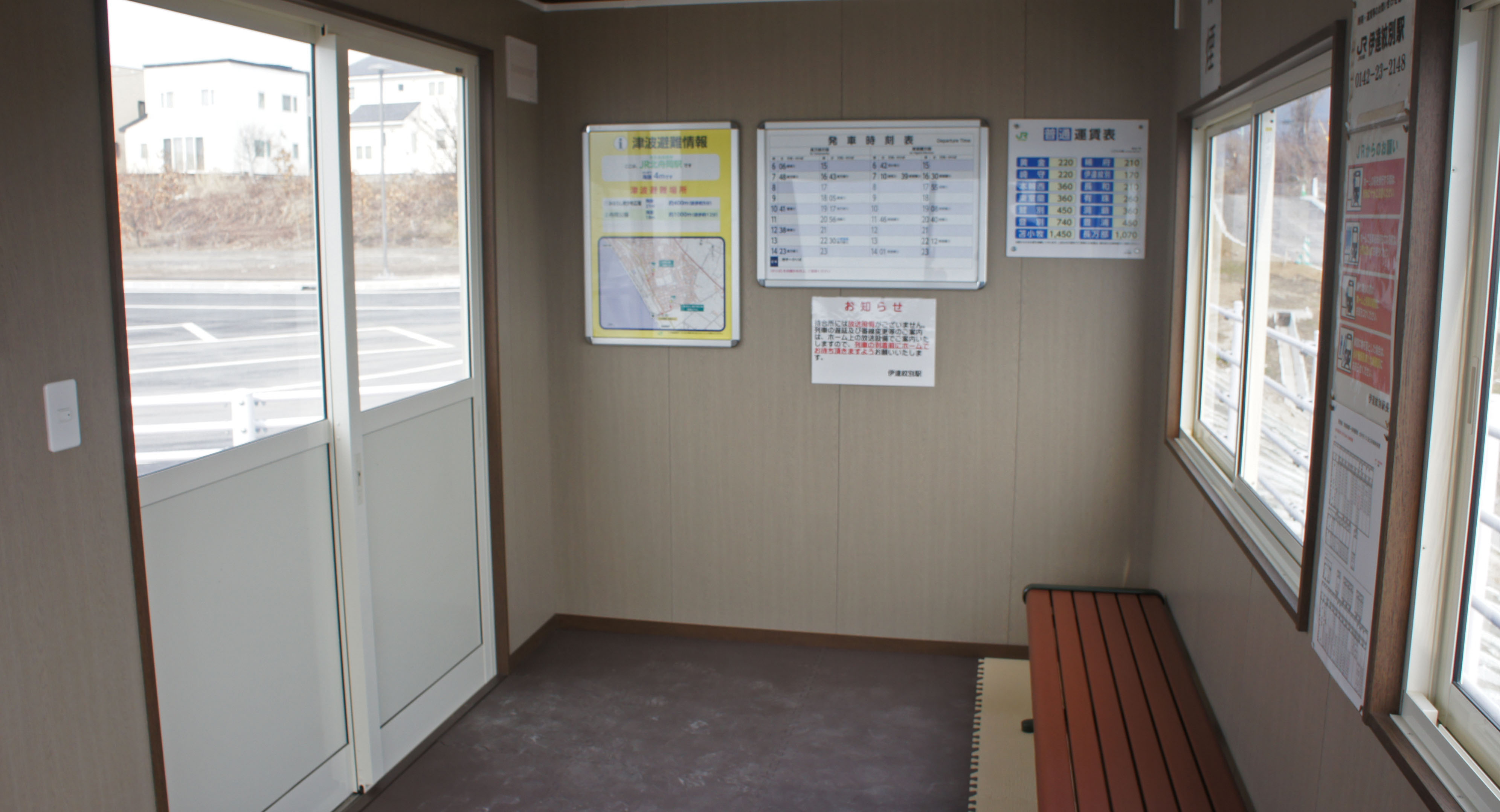
候車室内(2019年4月)

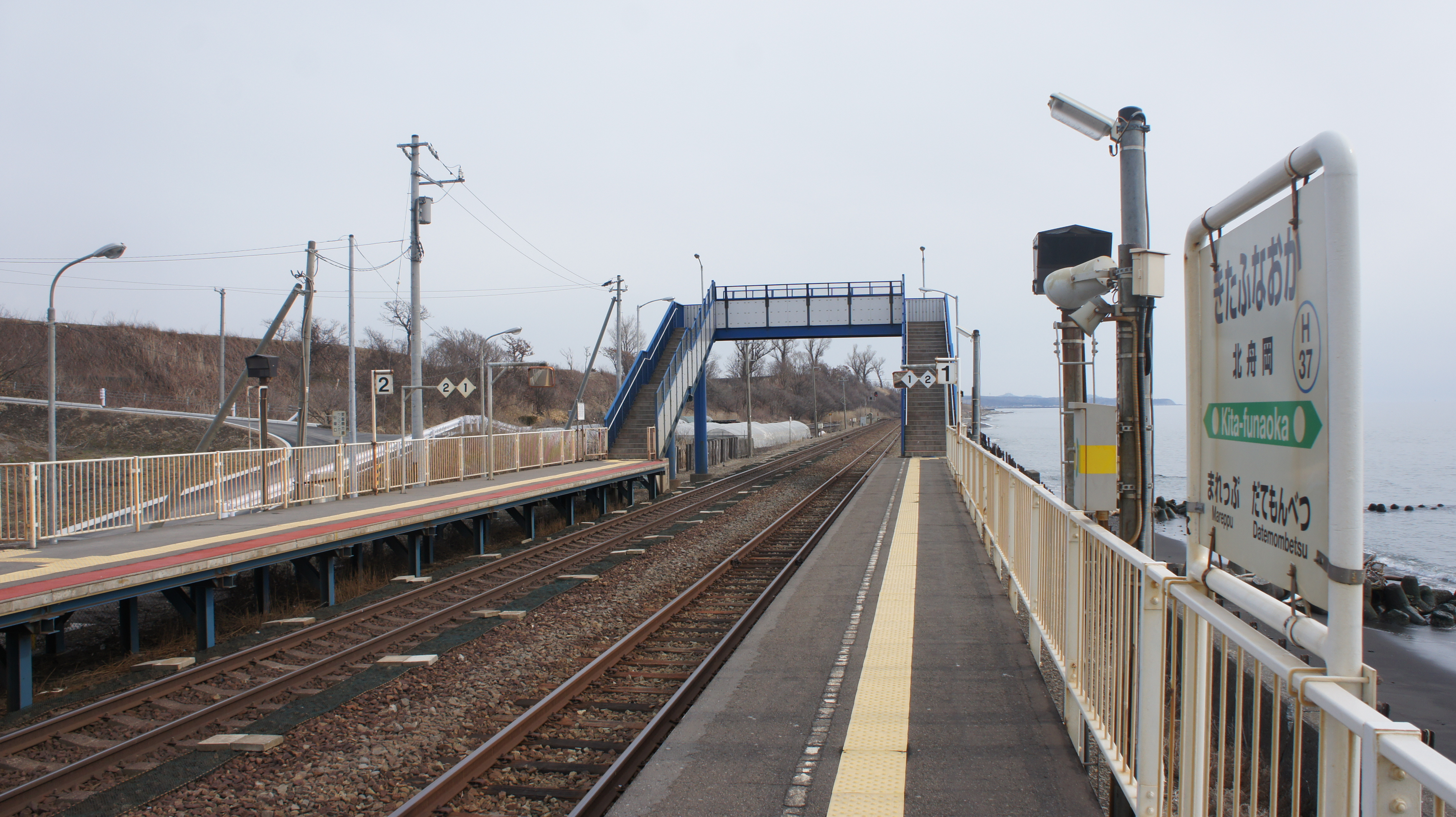
月台(2019年4月)

站內設有以鋼架及鋼板所搭成的側式月台2座，編號方法與一般JR列車有異，不論新、舊候車室存在時，靠近候車室為2號月台，遠離月台為1號月台。當中1號月台為避線月台，2號月台為主線月台，所有特急列車均使用此月台通過，而普通列車則除避車外，大部份亦使用本月台。月台之間以位於南端末端的露天跨線行人天橋連接。有效長度為3輛，其中2號月台比號月台稍短約10米。
1號月台由於靠近岸邊，月台上既沒有放置任何車站設施，對出可以欣賞一望無際且沒有任何遮擋的內浦灣景色，因為不少人喜歡前來拍照，令這個小車站增加了不少人氣。
| 月台 | 路線       | 方向 | 目的地                         | 備註                                                 |
| ---- | ---------- | ---- | ------------------------------ | ---------------------------------------------------- |
| 1    | ■ 室蘭本線 | 上行 | 洞爺、長萬部方向               | 每天3班                                              |
| 2    | ■ 室蘭本線 | 上行 | 豐浦、長萬部方向               | 上行大部份列車及下行所有列車停靠、特急列車通過月台。 |
| 2    | ■ 室蘭本線 | 下行 | 登別、東室蘭、室蘭、苫小牧方向 | 上行大部份列車及下行所有列車停靠、特急列車通過月台。 |

## 歷史
- 1944年10月1日：運輸通信省室蘭本線上設立了「伊達舟岡信號場」。
- 1948年7月1日：首度廢止。
- 1963年9月30日：再設置信號場，以「北舟岡信號場」名命。
- 1986年3月3日：由鐵道管理局（日语：鉄道管理局）同意昇格為臨時停車站，開始經辦客運服務[2]
- 1986年11月1日：交換設備第二次停止使用。
- 1987年4月1日：國鐵分割民營化，車站由JR北海道繼承。同時昇格為正式車站，改稱「北舟岡站」。
- 1990年3月10日：設定營業距離。
- 1990年內：無人化[3]。
- 1994年3月1日：第三度再設置交換設備。
- 2019年3月：伊達市進行車站廣場周邊改善工程，新候車室投入使用[4]。但是，連接車站廣場的道路則仍未建成[4]。
- 2020年3月：車站前廣場的道路改善工程完結[4]。

## 相鄰車站
北海道旅客鐵道（JR北海道）
■ 室蘭本線
■特急「北斗」
通過
■普通
伊達紋別（H38）－北舟岡（H37）－稀府（H36）

## 外部連結
- JR北海道北舟岡站網頁。 （页面存档备份，存于）（日語）